# Tannenbergsthal
Tannenbergsthal este o comună din landul Saxonia, Germania.